# Bronisławie
Bronisławie – wieś sołecka w Polsce położona w województwie mazowieckim, w powiecie ciechanowskim, w gminie Ojrzeń.
| SIMC    | Nazwa              | Rodzaj    |
| ------- | ------------------ | --------- |
| 1054050 | Bronisławie-Łabędy | część wsi |

W latach 1975–1998 miejscowość administracyjnie należała do województwa ciechanowskiego.